# نومن‌کلاتورا

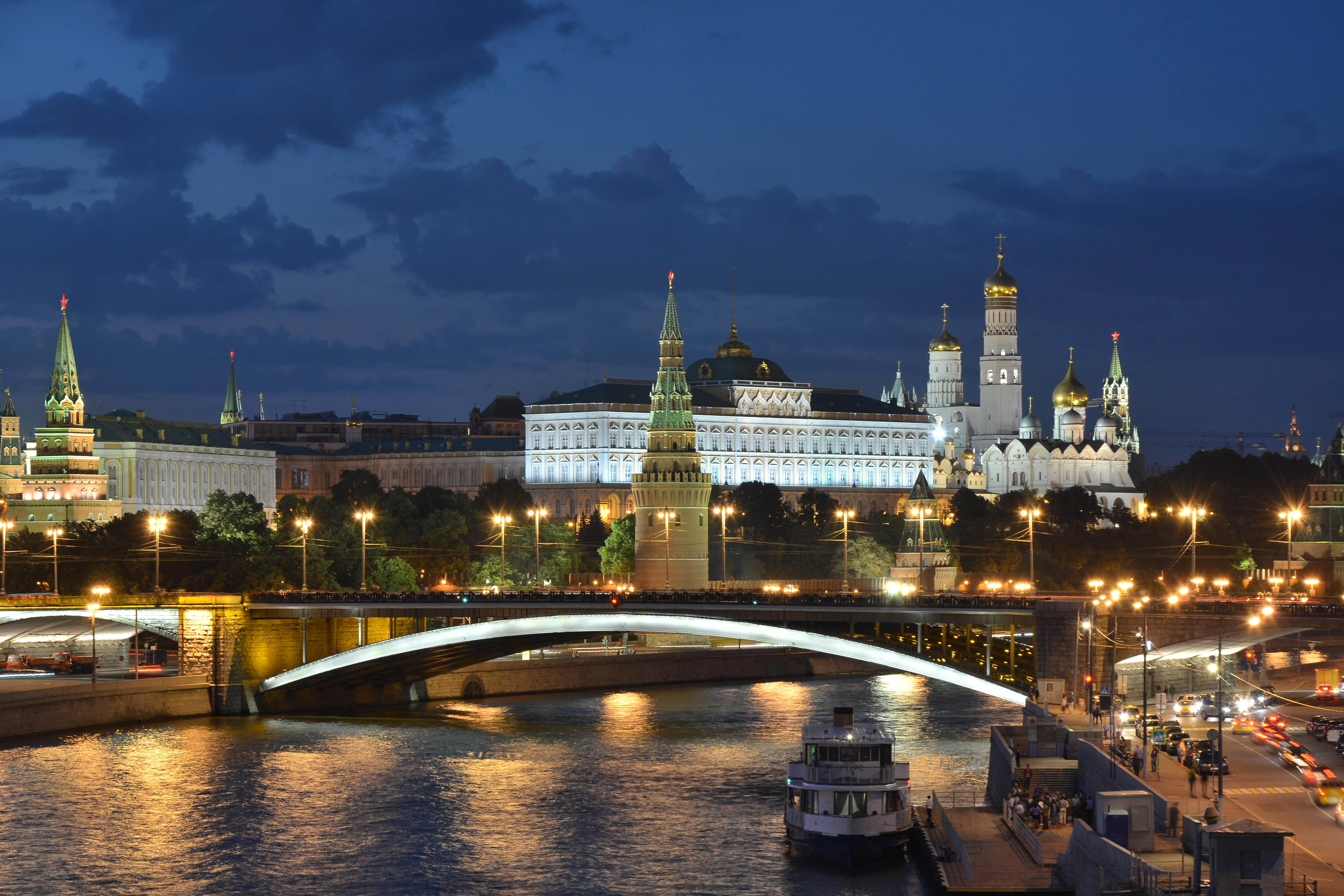
کرملین مسکو

نومن‌کلاتورا (روسی: номенклату́ра؛ IPA: [nəmʲɪnklɐˈturə]) مجموعه افرادی در اتحاد جماهیر شوروی سوسیالیستی و دیگر ممالک بلوک شرق بودند که مناصب کلیدی در بروکراسی کشور در همه زمینه‌ها، شامل دولت، صنعت، کشاورزی، تحصیل و غیره، را در دست داشتند و تنها با تأیید حزب کمونیست هر کشور می‌توانستند به آن مناصب برسند. منتقدانی نظیر میلوان جیلاس نومن‌کلاتورا را یک طبقه اجتماعی جدید می‌دانستند.